# آلمونت (رود)
آلمونت (به فرانسوی: Almont) یک رود در فرانسه است که در سن-ا-مارن واقع شده‌است.